# David Shengelia
Pour les articles homonymes, voir Shengelia.
David ou Davit Chengelia ou Shengelia (en allemand Dawit Schengelia) est un joueur d'échecs Géorgie puis autrichien né le 6 mars 1980 à Tbilissi.
Au 1er février 2021, il est le troisième joueur autrichien avec un classement Elo de 2 533 points.

## Biographie et carrière
Né en Géorgie, David Shengelia remporta la médaille de bronze par équipe  à l'olympiade des écoliers en 1995. En 2002, il finit dix-neuvième du championnat d'Europe d'échecs individuel avec 7,5 points sur 13 (première norme de grand maître international). Il fut premier ex æquo du Neckar Open en 2003. Il remporta :
- l'open de Cappelle-la-Grande en 2005 avec 7,5 points sur 9 (deuxième norme de grand maître international) ;
- l'open de Graz en  2005 et 2006 (devant Thomas Luther) ;
- l'open d'Oberwart en 2006 ;
- le Schloss Open de Werther en 2007 ;
- l'open de Wattens en 2008 ;
- l'open de Aschach an der Donau en 2009.

Il est affilié à la fédération autrichienne depuis mai 2009.
Grand maître international depuis 2005, Shengelia remporta deux titres de champion d'Autriche (en 2012 et 2015).
David Shengelia a participé à cinq olympiades avec l'Autriche de 2010 à 2018, ainsi qu'à six championnats d'Europe par équipe de 2009 à 2019 (quatrième échiquier).
En 2015, il remporta la Mitropa Cup avec l'Aitriche (il jouait au deuxième échiquier).